# Arc-sous-Cicon
Arc-sous-Cicon és un municipi francès situat al departament del Doubs i a la regió de Borgonya - Franc Comtat. L'any 2007 tenia 613 habitants.

## Demografia

### Població
El 2007 la població de fet d'Arc-sous-Cicon era de 613 persones. Hi havia 244 famílies de les quals 76 eren unipersonals (28 homes vivint sols i 48 dones vivint soles), 60 parelles sense fills, 96 parelles amb fills i 12 famílies monoparentals amb fills.
La població ha evolucionat segons el següent gràfic:
Habitants censats

### Habitatges
El 2007 hi havia 314 habitatges, 255 eren l'habitatge principal de la família, 33 eren segones residències i 26 estaven desocupats. 278 eren cases i 34 eren apartaments. Dels 255 habitatges principals, 191 estaven ocupats pels seus propietaris, 43 estaven llogats i ocupats pels llogaters i 21 estaven cedits a títol gratuït; 2 tenien una cambra, 16 en tenien dues, 32 en tenien tres, 47 en tenien quatre i 158 en tenien cinc o més. 204 habitatges disposaven pel capbaix d'una plaça de pàrquing. A 127 habitatges hi havia un automòbil i a 96 n'hi havia dos o més.

### Piràmide de població
La piràmide de població per edats i sexe el 2009 era:
| Homes | Edats   | Dones |
| ----- | ------- | ----- |
| 0     | 95 o +  | 0     |
| 0     | 90 a 94 | 12    |
| 12    | 85 a 89 | 12    |
| 0     | 80 a 84 | 4     |
| 24    | 75 a 79 | 20    |
| 8     | 70 a 74 | 16    |
| 8     | 65 a 69 | 12    |
| 8     | 60 a 64 | 8     |
| 20    | 55 a 59 | 8     |
| 12    | 50 a 54 | 16    |
| 28    | 45 a 49 | 20    |
| 16    | 40 a 44 | 20    |
| 12    | 35 a 39 | 20    |
| 12    | 30 a 34 | 12    |
| 12    | 25 a 29 | 8     |
| 16    | 20 a 24 | 4     |
| 12    | 15 a 19 | 32    |
| 28    | 10 a 14 | 8     |
| 16    | 5 a 9   | 24    |
| 4     | 0 a 4   | 8     |

## Economia
El 2007 la població en edat de treballar era de 362 persones, 280 eren actives i 82 eren inactives. De les 280 persones actives 267 estaven ocupades (153 homes i 114 dones) i 13 estaven aturades (4 homes i 9 dones). De les 82 persones inactives 27 estaven jubilades, 34 estaven estudiant i 21 estaven classificades com a «altres inactius».

### Ingressos
El 2009 a Arc-sous-Cicon hi havia 257 unitats fiscals que integraven 653 persones, la mediana anual d'ingressos fiscals per persona era de 16.364 €.

### Activitats econòmiques
Dels 25 establiments que hi havia el 2007, 1 era d'una empresa extractiva, 2 d'empreses alimentàries, 5 d'empreses de fabricació d'altres productes industrials, 3 d'empreses de construcció, 2 d'empreses de comerç i reparació d'automòbils, 3 d'empreses de transport, 3 d'empreses d'hostatgeria i restauració, 1 d'una empresa immobiliària, 1 d'una empresa de serveis, 2 d'entitats de l'administració pública i 2 d'empreses classificades com a «altres activitats de serveis».
Dels 7 establiments de servei als particulars que hi havia el 2009, 1 era una oficina de correu, 2 paletes, 1 electricista, 2 restaurants i 1 tintoreria.
Dels 3 establiments comercials que hi havia el 2009, 1 era una botiga de més de 120 m², 1 una fleca i 1 una joieria.
L'any 2000 a Arc-sous-Cicon hi havia 23 explotacions agrícoles que ocupaven un total de 1.170 hectàrees.

## Equipaments sanitaris i escolars
El 2009 hi havia una escola elemental.

## Poblacions més properes
El següent diagrama mostra les poblacions més properes.